# Meerut (huyện)
Huyện Meerut là một huyện thuộc bang Uttar Pradesh, Ấn Độ. Thủ phủ huyện Meerut đóng ở Meerut. Huyện Meerut có diện tích 2522 ki lô mét vuông. Đến thời điểm năm 2001, huyện Meerut có dân số 3001636 người.